# Indigofera crotalarioides
Indigofera crotalarioides är en ärtväxtart som först beskrevs av Johann Friedrich Klotzsch, och fick sitt nu gällande namn av John Gilbert Baker. Indigofera crotalarioides ingår i släktet indigosläktet, och familjen ärtväxter. Inga underarter finns listade i Catalogue of Life.